# FA Cup 1974/75
Der FA Cup 1974/75 war die 94. Austragung des The Football Association Challenge Cup (meist als FA Cup bekannt).
Der Pokalwettbewerb startete mit der Qualifikation zwischen dem 31. August 1974 und dem 11. November 1974. Die Hauptrunde begann anschließend ab dem 23. November 1974 und endete mit dem Finale in Wembley in London am 3. Mai 1975 vor einer Kulisse von offiziell 100.000 Zuschauern. Sieger des Wettbewerbs wurde zum zweiten Mal West Ham United. Unterlegener Finalist war der FC Fulham.

## Wettbewerb

### Erste Hauptrunde
| Datum             |                          | Ergebnis |                    |
| ----------------- | ------------------------ | -------- | ------------------ |
| 23. November 1974 | AFC Bournemouth          | 5:0      | FC Southwick       |
| 23. November 1974 | AP Leamington            | 1:2      | Southend United    |
| 23. November 1974 | FC Barnsley              | 1:2      | Halifax Town       |
| 23. November 1974 | FC Bishop Auckland       | 5:0      | FC Morecambe       |
| 23. November 1974 | FC Bishop’s Stortford    | 0:0      | FC Leatherhead     |
| 23. November 1974 | Blyth Spartans           | 1:1      | Preston North End  |
| 23. November 1974 | Brighton & Hove Albion   | 3:1      | FC Aldershot       |
| 23. November 1974 | FC Bury                  | 4:2      | FC Southport       |
| 23. November 1974 | Chelmsford City          | 0:1      | Charlton Athletic  |
| 23. November 1974 | FC Chesterfield          | 3:1      | Boston United      |
| 23. November 1974 | Crewe Alexandra          | 2:2      | Gateshead United   |
| 23. November 1974 | FC Darlington            | 1:0      | AFC Workington     |
| 23. November 1974 | FC Dartford              | 2:3      | Plymouth Argyle    |
| 23. November 1974 | Exeter City              | 1:2      | AFC Newport County |
| 23. November 1974 | Farsley Celtic           | 0:2      | Tranmere Rovers    |
| 23. November 1974 | Grimsby Town             | 1:0      | Huddersfield Town  |
| 23. November 1974 | Hartlepool United        | 1:0      | Bradford City      |
| 23. November 1974 | Hitchin Town             | 0:0      | Cambridge United   |
| 23. November 1974 | Mansfield Town           | 3:1      | AFC Wrexham        |
| 23. November 1974 | Matlock Town             | 1:4      | Blackburn Rovers   |
| 23. November 1974 | Nuneaton Borough         | 2:2      | Maidstone United   |
| 23. November 1974 | Oswestry Town            | 1:3      | Doncaster Rovers   |
| 23. November 1974 | Peterborough United      | 0:0      | FC Weymouth        |
| 23. November 1974 | Port Vale                | 2:2      | Lincoln City       |
| 23. November 1974 | AFC Rochdale             | 0:0      | FC Marine          |
| 23. November 1974 | FC Romford               | 0:2      | FC Ilford          |
| 23. November 1974 | Rotherham United         | 1:0      | FC Chester         |
| 23. November 1974 | Scunthorpe United        | 1:1      | FC Altrincham      |
| 23. November 1974 | Shrewsbury Town          | 1:1      | Wigan Athletic     |
| 23. November 1974 | Slough Town              | 1:4      | FC Brentford       |
| 23. November 1974 | Stockport County         | 0:0      | Stafford Rangers   |
| 23. November 1974 | Swindon Town             | 4:0      | FC Reading         |
| 23. November 1974 | Torquay United           | 0:1      | Northampton Town   |
| 23. November 1974 | FC Watford               | 0:1      | Colchester United  |
| 23. November 1974 | FC Wimbledon             | 1:0      | Bath City          |
| 23. November 1974 | Wycombe Wanderers        | 3:1      | Cheltenham Town    |
| 26. November 1974 | Hereford United          | 1:0      | FC Gillingham      |
| 26. November 1974 | Swansea City             | 1:1      | Kettering Town     |
| 27. November 1974 | Ashford Town             | 1:3      | FC Walsall         |
| 27. November 1974 | Tooting & Mitcham United | 1:2      | Crystal Palace     |

#### Wiederholungsspiele
| Datum             |                     | Ergebnis |                       |
| ----------------- | ------------------- | -------- | --------------------- |
| 25. November 1974 | FC Altrincham       | 3:1      | Scunthorpe United     |
| 25. November 1974 | Gateshead United    | 1:0      | Crewe Alexandra       |
| 25. November 1974 | Wigan Athletic      | 2:1      | Shrewsbury Town       |
| 26. November 1974 | Cambridge United    | 3:0      | Hitchin Town          |
| 26. November 1974 | FC Leatherhead      | 2:0      | FC Bishop’s Stortford |
| 26. November 1974 | Maidstone United    | 2:0      | Nuneaton Borough      |
| 26. November 1974 | Preston North End   | 5:1      | Blyth Spartans        |
| 26. November 1974 | Stafford Rangers    | 1:0      | Stockport County      |
| 27. November 1974 | Lincoln City        | 2:0      | Port Vale             |
| 27. November 1974 | FC Marine           | 1:2      | AFC Rochdale          |
| 2. Dezember 1974  | Kettering Town      | 3:1      | Swansea City          |
| 4. Dezember 1974  | FC Weymouth         | 3:3      | Peterborough United   |
| 9. Dezember 1974  | Peterborough United | 3:0      | FC Weymouth           |

### Zweite Hauptrunde
| Datum             |                        | Ergebnis |                   |
| ----------------- | ---------------------- | -------- | ----------------- |
| 14. Dezember 1974 | FC Altrincham          | 3:0      | Gateshead United  |
| 14. Dezember 1974 | FC Bishop Auckland     | 0:2      | Preston North End |
| 14. Dezember 1974 | Blackburn Rovers       | 1:0      | FC Darlington     |
| 14. Dezember 1974 | Brighton & Hove Albion | 1:0      | FC Brentford      |
| 14. Dezember 1974 | Cambridge United       | 2:0      | Hereford United   |
| 14. Dezember 1974 | FC Chesterfield        | 1:0      | Doncaster Rovers  |
| 14. Dezember 1974 | Grimsby Town           | 1:1      | FC Bury           |
| 14. Dezember 1974 | Hartlepool United      | 0:0      | Lincoln City      |
| 14. Dezember 1974 | FC Ilford              | 0:2      | Southend United   |
| 14. Dezember 1974 | FC Leatherhead         | 1:0      | Colchester United |
| 14. Dezember 1974 | AFC Newport County     | 1:3      | FC Walsall        |
| 14. Dezember 1974 | Peterborough United    | 3:0      | Charlton Athletic |
| 14. Dezember 1974 | Plymouth Argyle        | 2:1      | Crystal Palace    |
| 14. Dezember 1974 | AFC Rochdale           | 1:1      | Tranmere Rovers   |
| 14. Dezember 1974 | Rotherham United       | 2:1      | Northampton Town  |
| 14. Dezember 1974 | Stafford Rangers       | 2:1      | Halifax Town      |
| 14. Dezember 1974 | Swindon Town           | 3:1      | Maidstone United  |
| 14. Dezember 1974 | Wigan Athletic         | 1:1      | Mansfield Town    |
| 14. Dezember 1974 | FC Wimbledon           | 2:0      | Kettering Town    |
| 14. Dezember 1974 | Wycombe Wanderers      | 0:0      | AFC Bournemouth   |

#### Wiederholungsspiele
| Datum             |                 | Ergebnis |                   |
| ----------------- | --------------- | -------- | ----------------- |
| 16. Dezember 1974 | Mansfield Town  | 3:1      | Wigan Athletic    |
| 16. Dezember 1974 | Tranmere Rovers | 1:0      | AFC Rochdale      |
| 17. Dezember 1974 | FC Bury         | 2:1      | Grimsby Town      |
| 17. Dezember 1974 | Lincoln City    | 1:0      | Hartlepool United |
| 18. Dezember 1974 | AFC Bournemouth | 1:2      | Wycombe Wanderers |

### Dritte Hauptrunde
| Datum          |                         | Ergebnis |                      |
| -------------- | ----------------------- | -------- | -------------------- |
| 3. Januar 1975 | Notts County            | 3:1      | FC Portsmouth        |
| 4. Januar 1975 | FC Arsenal              | 1:1      | York City            |
| 4. Januar 1975 | Blackburn Rovers        | 1:2      | Bristol Rovers       |
| 4. Januar 1975 | Bolton Wanderers        | 0:0      | West Bromwich Albion |
| 4. Januar 1975 | Brighton & Hove Albion  | 0:1      | FC Leatherhead       |
| 4. Januar 1975 | FC Burnley              | 0:1      | FC Wimbledon         |
| 4. Januar 1975 | FC Bury                 | 2:2      | FC Millwall          |
| 4. Januar 1975 | FC Chelsea              | 3:2      | Sheffield Wednesday  |
| 4. Januar 1975 | Coventry City           | 2:0      | Norwich City         |
| 4. Januar 1975 | FC Everton              | 1:1      | FC Altrincham        |
| 4. Januar 1975 | FC Fulham               | 1:1      | Hull City            |
| 4. Januar 1975 | Leeds United            | 4:1      | Cardiff City         |
| 4. Januar 1975 | Leicester City          | 3:1      | Oxford United        |
| 4. Januar 1975 | FC Liverpool            | 2:0      | Stoke City           |
| 4. Januar 1975 | Luton Town              | 0:1      | Birmingham City      |
| 4. Januar 1975 | Manchester City         | 0:2      | Newcastle United     |
| 4. Januar 1975 | Manchester United       | 0:0      | FC Walsall           |
| 4. Januar 1975 | Mansfield Town          | 1:0      | Cambridge United     |
| 4. Januar 1975 | Nottingham Forest       | 1:1      | Tottenham Hotspur    |
| 4. Januar 1975 | Oldham Athletic         | 0:3      | Aston Villa          |
| 4. Januar 1975 | FC Orient               | 2:2      | Derby County         |
| 4. Januar 1975 | Peterborough United     | 1:0      | Tranmere Rovers      |
| 4. Januar 1975 | Plymouth Argyle         | 2:0      | FC Blackpool         |
| 4. Januar 1975 | Preston North End       | 0:1      | Carlisle United      |
| 4. Januar 1975 | Sheffield United        | 2:0      | Bristol City         |
| 4. Januar 1975 | FC Southampton          | 1:2      | West Ham United      |
| 4. Januar 1975 | Southend United         | 2:2      | Queens Park Rangers  |
| 4. Januar 1975 | Stafford Rangers        | 0:0      | Rotherham United     |
| 4. Januar 1975 | AFC Sunderland          | 2:0      | FC Chesterfield      |
| 4. Januar 1975 | Swindon Town            | 2:0      | Lincoln City         |
| 4. Januar 1975 | Wolverhampton Wanderers | 1:2      | Ipswich Town         |
| 4. Januar 1975 | Wycombe Wanderers       | 0:0      | FC Middlesbrough     |

#### Wiederholungsspiele
| Datum           |                      | Ergebnis |                   |
| --------------- | -------------------- | -------- | ----------------- |
| 7. Januar 1975  | FC Altrincham        | 0:2      | FC Everton        |
| 7. Januar 1975  | Hull City            | 2:2      | FC Fulham         |
| 7. Januar 1975  | FC Middlesbrough     | 1:0      | Wycombe Wanderers |
| 7. Januar 1975  | FC Millwall          | 1:1      | FC Bury           |
| 7. Januar 1975  | Queens Park Rangers  | 2:0      | Southend United   |
| 7. Januar 1975  | Rotherham United     | 0:2      | Stafford Rangers  |
| 7. Januar 1975  | FC Walsall           | 3:2      | Manchester United |
| 7. Januar 1975  | York City            | 1:3      | FC Arsenal        |
| 8. Januar 1975  | Derby County         | 2:1      | FC Orient         |
| 8. Januar 1975  | Tottenham Hotspur    | 0:1      | Nottingham Forest |
| 8. Januar 1975  | West Bromwich Albion | 4:0      | Bolton Wanderers  |
| 13. Januar 1975 | FC Bury              | 2:0      | FC Millwall       |
| 13. Januar 1975 | FC Fulham            | 1:0      | Hull City         |

### Vierte Hauptrunde
| Datum           |                     | Ergebnis |                      |
| --------------- | ------------------- | -------- | -------------------- |
| 25. Januar 1975 | Aston Villa         | 4:1      | Sheffield United     |
| 25. Januar 1975 | FC Bury             | 1:2      | Mansfield Town       |
| 25. Januar 1975 | Carlisle United     | 3:2      | West Bromwich Albion |
| 25. Januar 1975 | FC Chelsea          | 0:1      | Birmingham City      |
| 25. Januar 1975 | Coventry City       | 1:1      | FC Arsenal           |
| 25. Januar 1975 | Ipswich Town        | 1:0      | FC Liverpool         |
| 25. Januar 1975 | Leeds United        | 0:0      | FC Wimbledon         |
| 25. Januar 1975 | Leicester City      | 3:2      | FC Leatherhead       |
| 25. Januar 1975 | FC Middlesbrough    | 3:1      | AFC Sunderland       |
| 25. Januar 1975 | Plymouth Argyle     | 1:3      | FC Everton           |
| 25. Januar 1975 | Stafford Rangers    | 1:2      | Peterborough United  |
| 25. Januar 1975 | FC Walsall          | 1:0      | Newcastle United     |
| 25. Januar 1975 | West Ham United     | 1:1      | Swindon Town         |
| 24. Januar 1975 | Queens Park Rangers | 3:0      | Notts County         |
| 27. Januar 1975 | Derby County        | 2:0      | Bristol Rovers       |
| 28. Januar 1975 | FC Fulham           | 0:0      | Nottingham Forest    |

#### Wiederholungsspiele
| Datum            |                   | Ergebnis |                   |
| ---------------- | ----------------- | -------- | ----------------- |
| 28. Januar 1975  | Swindon Town      | 1:2      | West Ham United   |
| 29. Januar 1975  | FC Arsenal        | 3:0      | Coventry City     |
| 3. Februar 1975  | Nottingham Forest | 1:1      | FC Fulham         |
| 5. Februar 1975  | FC Fulham         | 1:1      | Nottingham Forest |
| 10. Februar 1975 | Nottingham Forest | 1:2      | FC Fulham         |
| 10. Februar 1975 | FC Wimbledon      | 0:1      | Leeds United      |

### Fünfte Hauptrunde
| Datum            |                     | Ergebnis |                     |
| ---------------- | ------------------- | -------- | ------------------- |
| 15. Februar 1975 | FC Arsenal          | 0:0      | Leicester City      |
| 15. Februar 1975 | Birmingham City     | 2:1      | FC Walsall          |
| 15. Februar 1975 | FC Everton          | 1:2      | FC Fulham           |
| 15. Februar 1975 | Ipswich Town        | 3:2      | Aston Villa         |
| 15. Februar 1975 | Mansfield Town      | 0:1      | Carlisle United     |
| 15. Februar 1975 | Peterborough United | 1:1      | FC Middlesbrough    |
| 15. Februar 1975 | West Ham United     | 2:1      | Queens Park Rangers |
| 18. Februar 1975 | Derby County        | 0:1      | Leeds United        |

#### Wiederholungsspiele
| Datum            |                  | Ergebnis |                     |
| ---------------- | ---------------- | -------- | ------------------- |
| 18. Februar 1975 | FC Middlesbrough | 2:0      | Peterborough United |
| 19. Februar 1975 | Leicester City   | 1:1      | FC Arsenal          |
| 24. Februar 1975 | Leicester City   | 0:1      | FC Arsenal          |

### Sechste Hauptrunde
| Datum        |                 | Ergebnis |                  |
| ------------ | --------------- | -------- | ---------------- |
| 8. März 1975 | FC Arsenal      | 0:2      | West Ham United  |
| 8. März 1975 | Birmingham City | 1:0      | FC Middlesbrough |
| 8. März 1975 | Carlisle United | 0:1      | FC Fulham        |
| 8. März 1975 | Ipswich Town    | 0:0      | Leeds United     |

#### Wiederholungsspiele
| Datum         |              | Ergebnis |              |
| ------------- | ------------ | -------- | ------------ |
| 11. März 1975 | Leeds United | 1:1      | Ipswich Town |
| 25. März 1975 | Ipswich Town | 0:0      | Leeds United |
| 27. März 1975 | Leeds United | 2:3      | Ipswich Town |

### Halbfinale
Die ersten beiden Spiele wurden am 5. April 1975 und die Wiederholungsspiele am 9. April 1975 ausgetragen.
|                 | Ergebnis |                | Ort        |
| --------------- | -------- | -------------- | ---------- |
| FC Fulham       | 1:1      | Leicester City | Sheffield  |
| West Ham United | 0:0      | Ipswich Town   | Birmingham |

#### Wiederholungsspiele
|                 | Ergebnis |                 | Ort        |
| --------------- | -------- | --------------- | ---------- |
| FC Fulham       | 1:0      | Birmingham City | Manchester |
| West Ham United | 2:1      | Ipswich Town    | London     |

### Finale
| West Ham United                          | West Ham United | FC Fulham | FC Fulham |
| ---------------------------------------- | --- | --- | --------- |
| West Ham United                          | \| Finale \| \| Samstag, 3. Mai 1975 in London (Wembley) \| \| Ergebnis: 2:0 (0:0) \| \| Zuschauer: 100.000 \| \| Schiedsrichter: Pat Partridge \| \| Spielbericht \|                       | \| Finale \| \| Samstag, 3. Mai 1975 in London (Wembley) \| \| Ergebnis: 2:0 (0:0) \| \| Zuschauer: 100.000 \| \| Schiedsrichter: Pat Partridge \| \| Spielbericht \|    | FC Fulham |
| West Ham United                          | Mervyn Day – John McDowell, Frank Lampard senior – Billy Bonds, Tommy Taylor, Kevin Lock – Billy Jennings, Graham Paddon, Alan Taylor, Trevor Brooking, Pat Holland Cheftrainer: John Lyall | Peter Mellor – John Cutbush, John Fraser – Alan Mullery, John Lacy, Bobby Moore – John Mitchell, Jim Conway, Viv Busby, Alan Slough, Les Barrett Cheftrainer: Alec Stock | FC Fulham |
| West Ham United                          | 1:0 Alan Taylor (60.) 2:0 Alan Taylor (64.) | | FC Fulham |
| Finale                                   | | |           |
| Samstag, 3. Mai 1975 in London (Wembley) | | |           |
| Ergebnis: 2:0 (0:0)                      | | |           |
| Zuschauer: 100.000                       | | |           |
| Schiedsrichter: Pat Partridge            | | |           |
| Spielbericht                             | | |           |